# Стрілецька сільська рада (Петуховський район)
Стріле́цька сільська рада (рос. Стрелецкий сельский совет) — сільське поселення у складі Петуховського району Курганської області Росії.
Адміністративний центр — село Стрільці.
Населення сільського поселення становить 636 осіб (2017; 737 у 2010, 861 у 2002).

## Склад
До складу сільського поселення входять:
| Населений пункт         | Населення, осіб (2002) | Населення, осіб (2010) |
| ----------------------- | ---------------------- | ---------------------- |
| Богдани, село           | 206                    | 138                    |
| Стрільці, село          | 582                    | 532                    |
| Теплодубровне, присілок | 73                     | 67                     |